# Laguna Amarilla
Laguna Amarilla är en ort i Mexiko.   Den ligger i kommunen Santo Tomás Ocotepec och delstaten Oaxaca, i den sydöstra delen av landet, 290 km sydost om huvudstaden Mexico City. Laguna Amarilla ligger 2 576 meter över havet och antalet invånare är 161.
Terrängen runt Laguna Amarilla är bergig åt sydväst, men åt nordost är den kuperad. Runt Laguna Amarilla är det ganska tätbefolkat, med 75 invånare per kvadratkilometer. Närmaste större samhälle är Putla Villa de Guerrero, 16,8 km sydväst om Laguna Amarilla. I omgivningarna runt Laguna Amarilla växer i huvudsak blandskog.